# Ergotherapie

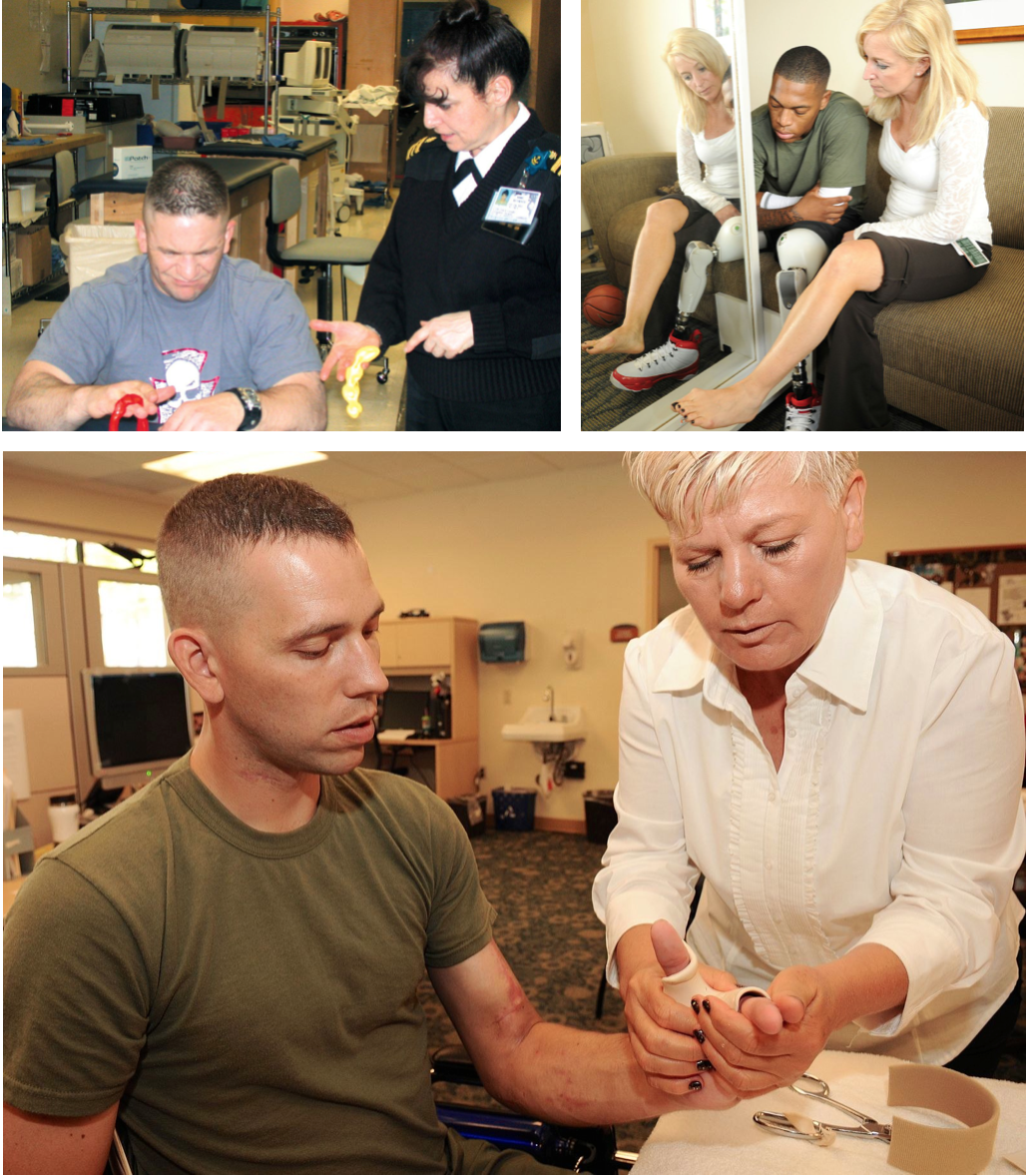
Ergotherapeuten aan het werk met cliënten

Ergotherapie is een paramedische discipline die zich richt op het weer mogelijk maken van dagelijkse handelingen bij mensen die door ziekte of handicap een lichamelijke of psychische beperking hebben (opgedaan).
De term ergotherapie is afkomstig van het Griekse ἔργον (érgon), dat handeling, werk of daad betekent. Vroeger was ergotherapie bekend als arbeidstherapie, maar deze term is verouderd.

## Problemen in dagelijkse activiteiten
Kenmerkend voor ergotherapie is de kijk op zowel de persoon, de omgeving, als de activiteit.
Aan de hand van een kennismakingsgesprek bepalen ergotherapeut en cliënt (systeem) samen de belangrijkste problemen bij dagelijkse activiteiten op verschillende gebieden, zoals
- Zelfredzaamheid of algemene dagelijkse levensverrichtingen, afgekort ADL (bijvoorbeeld wassen en aankleden)
- Productiviteit (bijvoorbeeld werken, school)
- Vrije tijd (bijvoorbeeld hobby's en sport)
- Wonen (bijvoorbeeld aanpassen van de leefomgeving)
- Mobiliteit (bijvoorbeeld gangreëducatie, rolstoeltraining)

In de onderzoekende fase kan ook informatie verzameld worden met behulp van interviewmethoden als COPM en OPHI en observatiemethoden als AMPS en PRPP.

## Doelen voor behandeling
Op basis van het verkennend gesprek, de verrichte informatieverzameling en de wensen van de cliënt worden de doelen van de behandeling opgesteld. Deze worden bij voorkeur geformuleerd in lange- en kortetermijndoelstellingen en bij voorkeur volgens het SMART-principe.
- De lange termijn doelstelling (LTD) beantwoordt vragen zoals 'wat zal de cliënt bereikt hebben op het einde van de revalidatieperiode' of 'welk doel willen we bereikt hebben na een jaar?' Bijvoorbeeld: de cliënt verplaatst zich na drie maanden revalidatie zelfstandig binnenshuis over korte afstanden met behulp van een elektrische rolstoel.
- De korte termijn doelstelling (KTD) beantwoordt vragen als 'welke vaardigheden moet de cliënt nog verwerven om een LTD te kunnen bereiken?' Bijvoorbeeld: om zich zelfstandig te kunnen verplaatsen met een elektrische rolstoel moet de cliënt voldoende kracht in arm en hand hebben, de rolstoel leren besturen en voldoende aandacht hebben voor het parcours en eventuele hindernissen. Vervolgens zoekt de ergotherapeut (steeds in overleg met de cliënt of zijn naaste omgeving) mogelijkheden om de problemen op te lossen. De cliënt kan een activiteit opnieuw leren, op een andere manier leren uitvoeren of met hulp van hulpmiddelen en aanpassingen leren uitvoeren. Ergotherapeuten geven eveneens advies over verplichte en mogelijke aanpassingen voor re-integratie thuis, op werk en in openbare gebouwen.

## Werkvelden
Het werk van ergotherapeuten is onder te verdelen in vijf pijlers:
- Geestelijke gezondheidszorg
- Geriatrie
- Ontwikkelingsstoornissen
- Fysieke revalidatie
- Cognitieve revalidatietherapie

Ergotherapeuten zijn werkzaam bij onder meer ziekenhuizen, revalidatiecentra, onderwijsinstellingen, instellingen voor welzijnszorg zoals beschutte werkplaatsen, dagverzorgingscentra, verpleeg- of verzorgingshuizen, woonvoorzieningen voor mensen met een verstandelijke beperking of zelfstandig in een eigen praktijk.
In Nederland kan een ergotherapeut als indicatiesteller werken voor de AWBZ (bij een CIZ) of Wmo (bij een gemeente).

## Opleiding

### Nederland
In Nederland is ergotherapie een vierjarige bachelor-opleiding aan een hbo. Na het afstuderen mag men de titel 'Bachelor of Health' voeren. Als vooropleiding is een havo- of mbo-diploma nodig. De opleiding wordt aangeboden aan de Hogeschool van Amsterdam, de Hogeschool Arnhem Nijmegen, de Hogeschool Zuyd, de Hogeschool Rotterdam, Hanzehogeschool Groningen en Pro Education (een deeltijdopleiding voor volwassenen, onderdeel van de Salta Group).

### België
In België gaat het om een professionele driejarige bachelor-opleiding aan een hogeschool. Na het afstuderen mag men de titel 'Bachelor' voeren. Vervolgens kan ook een tweejarige masteropleiding gevolgd worden.

## Leidraad diversiteit
De Leidraad 'Diversity Matters: Guiding Principles on Diversity and Culture' van de World Federation of Occupational Therapists heeft tot doel ergotherapeuten wereldwijd aan te moedigen om de culturele, sociale en economische diversiteit van alle mensen met beperkingen te bespreken, te waarderen en onderdeel te maken van dagelijkse praktijk, onderwijs en onderzoek opdat niemand wordt uitgesloten van de samenleving.
De vier leidende principes zijn:
1. Diversiteit maakt verschil: de feiten
2. Mensenrechten en inclusief denken maakt verschil
3. Het belang van taal: verbaal en non-verbaal
4. Competenties zijn nodig: houding, kennis en vaardigheden

In de leidraad worden reflectieve vragen voorgesteld. Deze vragen kunnen gebruikt worden in de praktijk om de discussie over diversiteit op gang te brengen.
- Hoe gedraag je je als je ziek bent?
- Hoe gedraag je je tegenover mensen die ziek zijn of een handicap hebben?
- Hoe gedraag je je in contact met anderen: mannen, vrouwen, mensen met een andere etnische achtergrond, ouderen, jongeren, mensen met een andere religieuze overtuiging, homoseksuelen, heteroseksuelen?
- Hoe gaat u om met veronderstellingen over andere mensen (cliënten, collega’s, studenten)?
- Hoe ziet de demografische bevolking er uit in uw werkgebied?
- Kunt u uitleggen hoe de informatie gerelateerd aan ergotherapie begrijpbaar is gemaakt voor alle mensen in uw werkgebied?
- Wordt de kracht en het belang van taal en non-verbale communicatie bediscussieerd in uw team? Hoe wordt dat gedaan?
- Wat zijn volgens u de drie belangrijkste barrières voor cultureel competent ergotherapeutisch handelen? Hoe zouden deze barrières weggenomen of verminderd kunnen worden?